# ملانوسیت
ملانوسیت سلول تولیدکننده رنگدانه در پوست، مو، و چشم است که رنگ این اعضا را تعیین می‌کند. عامل اصلی تعیین‌کننده رنگ، تعداد ملانوسیتها نیست بلکه میزان فعالیت آن‌ها مهم است. تولید ملانین در یک بخشی سلول به نام ملانوزوماز اسیدآمینه تیروزین اتفاق می‌افتد. مو و پوست با رنگدانه تیره حاوی ملانوزوم‌هایی با مقادیر بیشتر ملانین هستند.

## اختلالات رنگدانه ای
این اختلالات در نتیجه تغییر در تعدادملانوسیت‌ها یا افزایش یا کاهش در میزان فعالیت آن‌ها است. لکودرما در ارتباط با اختلالات التهابی پوست نظیر درماتیت آتوپیک ، پیسی (به انگلیسی: vitiligo) و آلبینیسم سه مورد از شایعترین اختلالات همراه با کاهش رنگدانه پوستی (به انگلیسی: hypopigmentation)می‌باشند.
یکی از شایعترین اختلالات افزایش رنگدانه (به انگلیسی: hyperpigmentation) ملاسما است شرایطی مکن است به‌طور اولیه در زنان در دوران بارداری ایجاد شود اما الزاماً فقط در زنان رخ نمی‌دهد یا ممکن است طی دوران بارداری ایجاد نشده باشد.

## انسان
در انسان ، ملانین عامل اصلی تعیین کننده رنگ پوست است. این ماده همچنین در مو ، بافت رنگی زیر عنبیه چشم و عروق استریایی گوش داخلی دیده می شود. در مغز ، بافتهای دارای ملانین شامل سلولهای عصبی مدولا و رنگدانه دار در نواحی ساقه مغز مانند locus coeruleus هستند. همچنین در zona reticularis غده فوق کلیه رخ می دهد.
ملانین موجود در پوست توسط ملانوسیت ها تولید می شود که در لایه پایه اپیدرم وجود دارد. اگرچه به طور کلی ، انسان دارای غلظت مشابهی از ملانوسیت ها در پوست خود است ، ملانوسیت ها در برخی از افراد و گروه های قومی مقادیر متغیر ملانین تولید می کنند. بعضی از انسان ها در بدن خود ترکیب ملانین بسیار کم یا اصلاً ندارند ، بیماری معروف به آلبینیسم.
از آنجا که ملانین مجموع مولکولهای کوچکتر از اجزا است ، انواع مختلفی از ملانین با نسبتهای مختلف و الگوهای پیوند این مولکولها وجود دارد. فوملانین و اوملانین هر دو در پوست و موی انسان یافت می شوند ، اما اوملانین فراوان ترین ملانین در انسان است و همچنین به عنوان فرم کمبود آلبینیسم است.

### اوملانین
بخشی از فرمول ساختاری ایوملانین. "(COOH)" می تواند COOH یا H یا به ندرت) جایگزینهای دیگر باشد. فلش محل ادامه پلیمر را نشان می دهد.
مدتهاست که تصور می شد که پلیمرهای اوملانین شامل پلیمرهای 5،6-دی هیدروکسی اندول (DHI) و 5،6-دی هیدروکسی اندول-2-کربوکسیلیک اسید (DHICA) بهم پیوند خورده است.
دو نوع eumelanin وجود دارد که eumelanin قهوه ای و eumelanin سیاه است. این دو نوع اوملانین از نظر شیمیایی در الگوی پیوندهای پلیمری با یکدیگر تفاوت دارند. مقدار کمی eumelanin سیاه در غیاب رنگدانه های دیگر باعث سفیدی مو می شود. مقدار کمی eumelanin قهوه ای در صورت عدم وجود سایر رنگدانه ها باعث ایجاد موهای زرد (بور) می شود.

### پوملانین
بخشی از فرمول ساختاری pheomelanin. "(COOH)" می تواند COOH یا H یا به ندرت) جایگزینهای دیگر باشد. فلش ها نشان دهنده محل ادامه پلیمر است.
فوملانین ها (یا فائوملانین ها) طیف وسیعی از رنگ های مایل به زرد تا مایل به قرمز را به آنها می دهند. فوملانین ها به ویژه در لب ها ، نوک سینه ها ، گلس آلت تناسلی مرد و واژن متمرکز شده اند. هنگامی که مقدار کمی eumelanin قهوه ای در مو ، که در غیر این صورت باعث ایجاد موی بور می شود ، با pheomelanin قرمز مخلوط شود ، نتیجه آن موهای نارنجی است که به طور معمول موهای "قرمز" یا "زنجبیل" نامیده می شود. فوملانین نیز در پوست وجود دارد و در نتیجه موهای سرخ اغلب به رنگ صورتی مایل به صورتی بیشتری نیز دارند.
از نظر شیمیایی ، فوملانین ها از نظر آلومینین از نظر ساختار اولیگومر دارای واحدهای بنزوتیازین و بنزوتیازول هستند که به جای DHI و DHICA ، در صورت وجود آمینو اسید L- سیستئین ، از واحدهای تولید شده استفاده می شود.

### تریکوکروم
تریکوکروم ها (که قبلاً تریکوزیدرین نامیده می شدند) رنگدانه هایی هستند که از همان مسیر متابولیکی که با آلومین ها و فوملانین ها تولید می شوند ، تولید می شوند ، اما بر خلاف آن مولکول ها ، وزن مولکولی کمی دارند. آنها در برخی موهای قرمز انسان مشاهده می شوند.

### نوروملانین
نوروملانین (NM) یک رنگدانه پلیمری نامحلول در تاریکی است که در جمعیت های خاصی از سلول های عصبی کاتکول آمینرژیک در مغز تولید می شود. انسان بیشترین مقدار NM را دارد که در سایر پستانداران مقدار کمتری وجود دارد و در بسیاری از گونه های دیگر کاملاً وجود ندارد. عملکرد بیولوژیکی ناشناخته باقی مانده است ، اگرچه نشان داده شده است که NM انسان فلزات انتقالی مانند آهن و همچنین سایر مولکول های سمی بالقوه را به طور موثر متصل می کند. بنابراین ، ممکن است نقش مهمی در آپوپتوز و بیماری پارکینسون مرتبط داشته باشد.